# Бурцево (Балахнинський район)
Бурцево (рос. Бурцево) — присілок в Балахнинському районі Нижньогородської області Російської Федерації.
Населення становить 50 осіб. Входить до складу муніципального утворення Коневська сільрада.

## Історія
Від 2009 року входить до складу муніципального утворення Коневська сільрада.

## Населення
| 2002 | 2010 |
| ---- | ---- |
| 66   | ↘50  |